# Jače manijače (EP)
Jače manijače maksi singl je hrvatskog skladatelja, tekstopisca i glazbenika Dina Dvornika, koji izlazi 1990. g.
Objavljuje ga diskografska kuća Jugoton, sadrži četiri skladbe, a njihov producenti su Dino Dvornik i Dragan Lukić Luky.
Ovaj maksi singl izdan je kao najava za nadolazeći album Kreativni nered, a sadrži skladbe koje su sve veliki hitovi, "Jače manijače", "Biti sam" i "Ella EE.

## Popis pjesama
1. A1 "Jače Manijače" (3:55)
  - Tekst - Rambo Amadeus
2. A2 "Biti Sam" (4:38)
  - Tekst - Zlatan Stipišić
3. B1 "Ella EE" (5:37)
  - Prateći vokali, Glas - Tedy Bajić
  - Skladatelj, Vokal - Neno Belan
  - Tekst - Diana Alebić
  - Producent - Dragan Lukić Luky
4. B2 "Jače Manijače (Instrumental)" (3:55)

Skladbe A1, A2 i B2 snimljene su i miksane u "Digital Studio Lisinski", Zagreb, a skladba B1 snimljena je i miksana u "Studio Vilović", Split. 

## Izvođači i produkcija
- Kompozitor - Dino Dvornik / Neno Belan
- Aranžmani - Dvornik / Šabijan
- Tekstovi - Rambo Amadeus / Gibonni / Diana Alebić
- Producent - Dino Dvornik / Dragan Lukić Luky
- Ton majstor - Dragan Čačinović
- Snimka i mix - Studio Lisinski, Zagreb / Studio Vilović, Split
- Photo & desing - Damir Hoyka

## Vanjske poveznice
- discogs.com - Dino Dvornik - Jače manijače